# Joel Stebbins
Joel Stebbins, född den 30 juli 1878 i Omaha i Nebraska, död den 16 mars 1966 i Palo Alto i Kalifornien, var en amerikansk astronom.
Stebbins var tillsammans med Albert Whitford en av pionjärerna när det gäller användningen av fotoelektrisk fotometri inom astronomin. Sin doktorsgrad förvärvade han vid University of California. Åren 1903–1922 var han föreståndare för observatoriet vid University of Illinois och 1922–1948 föreståndare för Washburnobservatoriet vid University of Wisconsin. Efter att han blivit emeritus fortsatte han sin forskning vid Lickobservatoriet till 1958. År 1920 blev Stebbins ledamot av National Academy of Sciences och 1921 av American Academy of Arts and Sciences.

## Utmärkelser
Joel Stebbins tilldelades Rumfordpriset 1913, Henry Draper-medaljen 1915, Brucemedaljen 1941 och Royal Astronomical Societys guldmedalj 1950. Senare har nedslagskratern Stebbins på månen och asteroiden 2300 Stebbins uppkallats efter honom.